# Monnerville
Monnerville é uma comuna francesa na região administrativa da Ilha de França, no departamento de Essonne. Estende-se por uma área de 8.31 km². Em 2010 a comuna tinha 383 habitantes (densidade: 46,1 hab./km²).